# Тальки
Тальки (укр. Тальки) — село на Украине, основано в 1600 году, находится в Новоград-Волынском районе Житомирской области.
Население по переписи 2001 года составляет 397 человек. Почтовый индекс — 11783. Телефонный код — 4141. Занимает площадь 2,63 км².

## Адрес местного совета
11783, Житомирская область, Новоград-Волынский р-н, с. Барвиновка